# Барбоза, Вассил
Вассил Виейра Барбоза (порт.-браз. Wassil Vieira Barbosa; 19 ноября 1931, Барра-Манса, Рио-де-Жанейро — 3 октября 1989, Масейо) — бразильский футболист, полузащитник.

## Карьера
Вассил начал играть в футбол в молодёжном составе клуба «Флуминенсе». Во время выступления там, главный тренер основного состава команды Отто Виейра попросил своего ассистента Градина, чтобы тот перевёл его в дублирующий состав. Чуть позже Виейра был уволен, а заменивший его Зезе Морейра уже не видел Вассила среди возможных кандидатов на место в основном составе «Флуминенсе». Градин в 1952 году ушёл в команду «Бонсусессо», и он позвал вместе с собой Вассила. Два года спустя полузащитник перешёл в команду «Америка» из Рио-де-Жанейро. С ней он принял участие в турне по Европе.
В 1955 году Вассил стал игроком «Санта-Круза». А спустя сезон перешёл в «Баию». 2 апреля 1957 года он дебютировал в составе команды в матче с «Челси» (1:3), во время европейского турне клуба. Годом позже футболист помог «Баие» выиграть чемпионат штата. В составе команды он выступал три сезона, в которых забил 51 гол. Затем Вассил играл за клубы «Витория» из Салвадора и «Галисию». Там же в 1963 году он начал тренерскую карьеру. Одного его лучшие тренерские годы прошли в ССА, где он даже работал главным тренером.
Завершив футбольную карьеру, Вассил остался жить в Масейо. Там он работал в руководстве ССА. Также Вассил трудился спортивным комментатором на радио Difusora. Он скончался 3 октября 1989 года. В часть Вассила был организован турнир в 2010 году.

## Международная статистика
| Матчи Вассила за сборную Бразилии | Матчи Вассила за сборную Бразилии | Матчи Вассила за сборную Бразилии | Матчи Вассила за сборную Бразилии | Матчи Вассила за сборную Бразилии | Матчи Вассила за сборную Бразилии | Матчи Вассила за сборную Бразилии |
| --------------------------------- | --------------------------------- | --------------------------------- | --------------------------------- | --------------------------------- | --------------------------------- | --------------------------------- |
| №                                 | Дата                              | Место проведения                  | Оппонент                          | Счёт                              | Пропущ. голы                      | Турнир                            |
| 1                                 | 15 сентября 1957                  | Сантьяго                          | Чили                              | 0:1                               | —                                 | Кубок О’Хиггинса                  |
| 2                                 | 18 сентября 1957                  | Сантьяго                          | Чили                              | 1:1                               | —                                 | Кубок О’Хиггинса                  |

## Достижения
- Чемпион штата Баия: 1958